# Torrent Moixí
El Torrent Moixí és un afluent per la dreta de l'Aigua d'Ora que transcorre íntegrament pel terme municipal de Navès.
Neix al Pla de Busa i desguassa 200 metres aigües avall del pont de la Valldora.

## Xarxa hidrogràfica
La xarxa hidrogràfica del Torrent Moixí està integrada per un total de 4 cursos fluvials, dels quals 3 són tributaris de 1r nivell. La totalitat de la xarxa suma una longitud de 3.534 m. que transcorre íntegrament pel terme municipal de Navès.